# Дипалладийцирконий
Дипалладийцирконий — бинарное неорганическое соединение, интерметаллид
палладия и циркония
с формулой Pd2Zr,
кристаллы.

## Получение
- Сплавление стехиометрических количеств чистых веществ:

{\displaystyle {\mathsf {2Pd+Zr\ {\xrightarrow {1600^{o}C}}\ Pd_{2}Zr}}}

## Физические свойства
Дипалладийцирконий образует кристаллы
тетрагональной сингонии,
пространственная группа I 4/mmm,
параметры ячейки a = 0,340 нм, c = 0,859 нм, Z = 2,
структура типа дисилицида молибдена MoSi2
.
Соединение образуется по перитектической реакции при температуре 1600 °C (1610 °C).